# Jaume Torrent i Rius
Jaume Torrent i Rius (* 1953 in Barcelona) ist ein katalanischer klassischer Gitarrist, Komponist und Musikpädagoge. Jaume Torrent wird der Katalanischen Gitarristenschule zugerechnet.

## Leben und Werk
Jaume Torrent studierte bei Gracià Tarragó am Conservatori del Liceu von Barcelona.
1976 trat er in das Tarragó-Quartett ein, ein Ensemble, das 1988 wieder aufgelöst wurde. 1989 wurde er selbst Gitarrenlehrer am Conservatori del Liceu. Von 1993 bis 1999 leitete er dieses Konservatorium. Gleichzeitig leitete er Gitarrenklassen an der Barceloneser Academia Marshall in der Ägide der Akademieleiterin Alicia de Larrocha. Er gab auch Masterkurse an verschiedenen amerikanischen Universitäten. Torrent ist „Autor einer Methodik, die darauf abzielt, das volle Klangpotential der Gitarre zu erschließen und ihre technischen Ressourcen intelligent zu nutzen und einzusetzen.“
Torrent hat zahlreiche Konzerte auf Tonträgeraufnahmen eingespielt. Er hat beispielsweise die Konzerte von Jordi Cervelló (La Sexta Noche) und von Xavier Benguerel (Concertante für Gitarre, Schlagzeug und Streicher und Concierto de Otoño) uraufgeführt und auf CD veröffentlicht. Torrent hat überhaupt die erste DVD-Aufnahme des Concierto de Aranjuez von Joaquín Rodrigo eingespielt.
Torrent wurde vor allem durch seine Kompositionen für Gitarre bekannt. Darunter befinden sich zahlreiche Sonaten und Suiten sowie 24 romantische Phantasien. Darüber hinaus werden die Gitarrentranskriptionen der sieben spanischen Volkslieder von Manuel de Falla hoch geschätzt. Er schrieb auch Kammermusik sowie das Konzert für Gitarre und Streichorchester Nr. 1 (1989). Letztgenanntes Werk hat er zusammen mit dem San Francisco Symphonieorchester uraufgeführt.

## Tonträgeraufnahmen von Jaume Torrent
- Gracià Tarragó (1892–1973). Obres per a guitarra. Generalitat de Catalunya, Institut Català de les Industries Culturals (Herausgeber). Label „La mà de guido“. 2008 LMG 2088 (CD mit beigefügtem katalanisch-, spanisch- und englischsprachigem Kommentar)